# Petit Luxembourg
Pour les articles homonymes, voir Luxembourg (homonymie).
Le Petit Luxembourg ou hôtel de la Présidence est la résidence du président du Sénat français depuis 1825. Il est contigu au palais du Luxembourg dans le 6e arrondissement de Paris, à l'ouest de ce dernier, rue de Vaugirard.
L'actuel hôte du Petit Luxembourg est Gérard Larcher, président du Sénat depuis le 1er octobre 2014.

## Histoire

### De l'Ancien régime à l'Empire
Cet hôtel particulier fut construit au milieu du XVIe siècle. Il est acquis quelques années plus tard, en 1570, par François de Luxembourg (1542-1613), duc de Piney, pair de France qui lui laissera son nom.

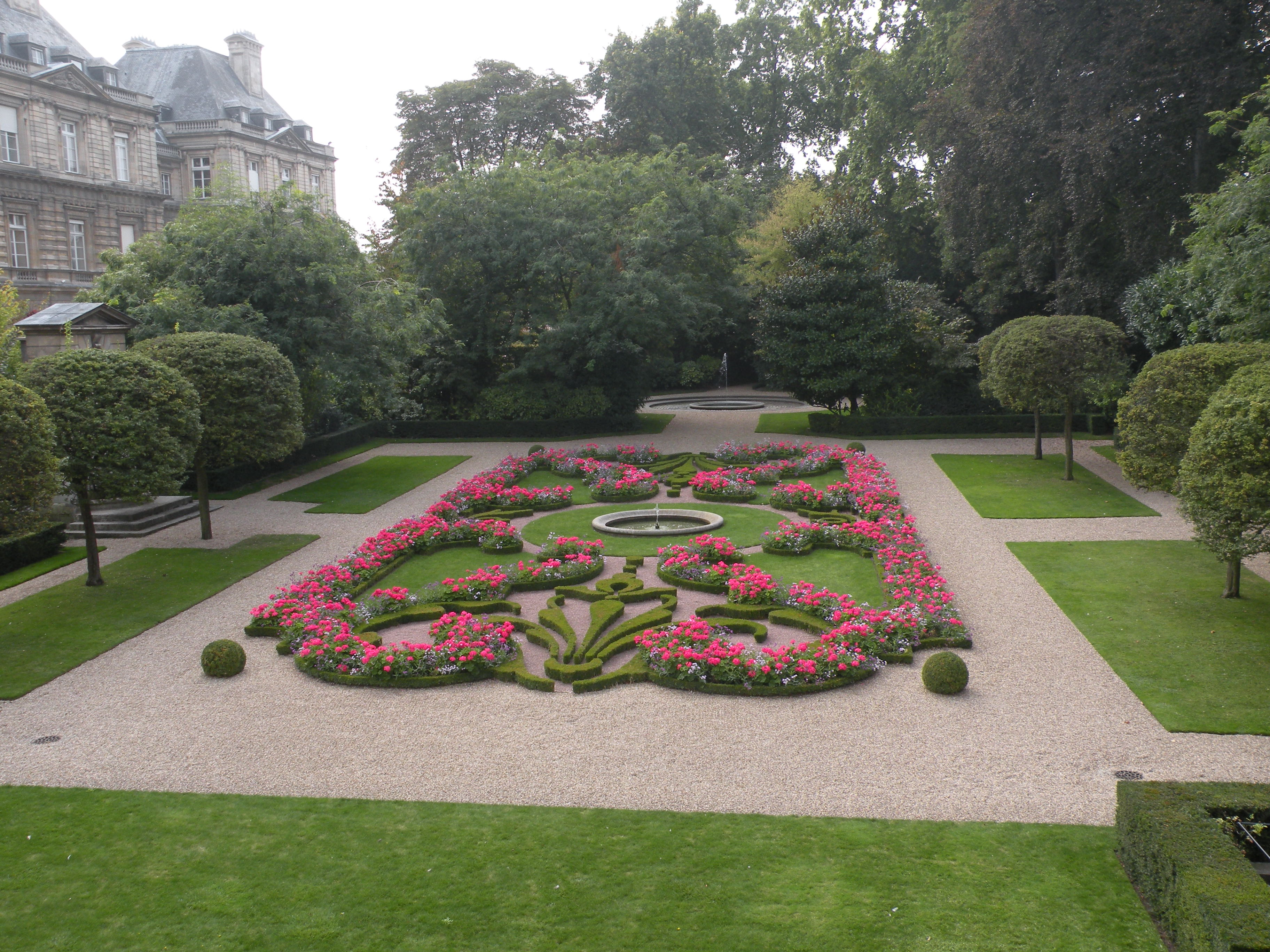
Le jardin du Petit Luxembourg.

En 1612, l'hôtel et les terrains qui l'entourent sont achetés par la régente, la reine mère Marie de Médicis. Elle fait construire sur la propriété un nouveau palais. Le nom de palais du Luxembourg est resté aux deux bâtiments mais dès lors, l'ancien hôtel du duc de Piney est appelé Petit Luxembourg pour le distinguer du grand palais voisin, alors nommé palais Médicis et plus tard Grand Luxembourg.
En 1627, Marie de Médicis donna l'hôtel au cardinal de Richelieu, alors son protégé. Lors de la journée des Dupes, le 10 novembre 1630, ce dernier parviendra à accéder au roi Louis XIII, malade, par un accès dérobé entre le Petit et le Grand Luxembourg, dont Marie de Médicis avait fait verrouiller les portes principales.
Le cardinal le légua à son tour en 1639, à sa nièce, Marie de Combalet, duchesse d'Aiguillon. Le prince de Condé en héritera à son tour en 1674, et le lègue à son fils Henri Jules de Bourbon-Condé.
La veuve de ce dernier, la princesse palatine Anne de Bavière, fait agrandir et redécorer l'hôtel par l'architecte Germain Boffrand, entre 1709 et 1716. Celui-ci double alors la superficie de l'hôtel en édifiant une nouvelle aile à l'ouest. On y trouve, entre autres, un vestibule à colonnes qui ouvre sur un escalier monumental orné de miroirs, ce qui est une nouveauté pour l'époque (l'escalier Boffrand), et à l'étage, l'appartement de parade, richement décoré et constitué d'une succession de salons (les salons Boffrand).
En 1729, Louis de Bourbon-Condé y créa l'académie du Petit Luxembourg qui réunissait des savants et des artistes.
Par un édit du mois de décembre 1778, le roi Louis XVI accorde le domaine du Luxembourg à son frère, Monsieur, comte de Provence, futur Louis XVIII, à titre d'augmentation d'apanage. Pendant la Révolution, après avoir quitté Versailles, Monsieur est installé au Petit Luxembourg. Ne se sentant plus assez libre de ses mouvements, il décide, comme son frère aîné, de fuir Paris au mois de juin 1791. Dès lors, le Grand et le Petit Luxembourg sont confisqués et deviennent « propriétés nationales ».
En 1795, il est affecté au Directoire, et quatre des cinq directeurs s'y installent, dont Sieyès, qui y prépare le coup d'État du 18 brumaire, et Lazare Carnot (son fils Sadi y naît en 1796). Le surlendemain du coup d'État, le nouveau Premier consul Bonaparte et sa femme Joséphine s'y installent.
C'est au Petit Luxembourg que fut rédigée la Constitution de l'an VIII et que, le 25 décembre 1799, les trois consuls se constituèrent en gouvernement. Le Sénat conservateur y siégea de 1800 à 1804 avant de s'installer au Grand Luxembourg voisin.

### Résidence du président de la haute assemblée

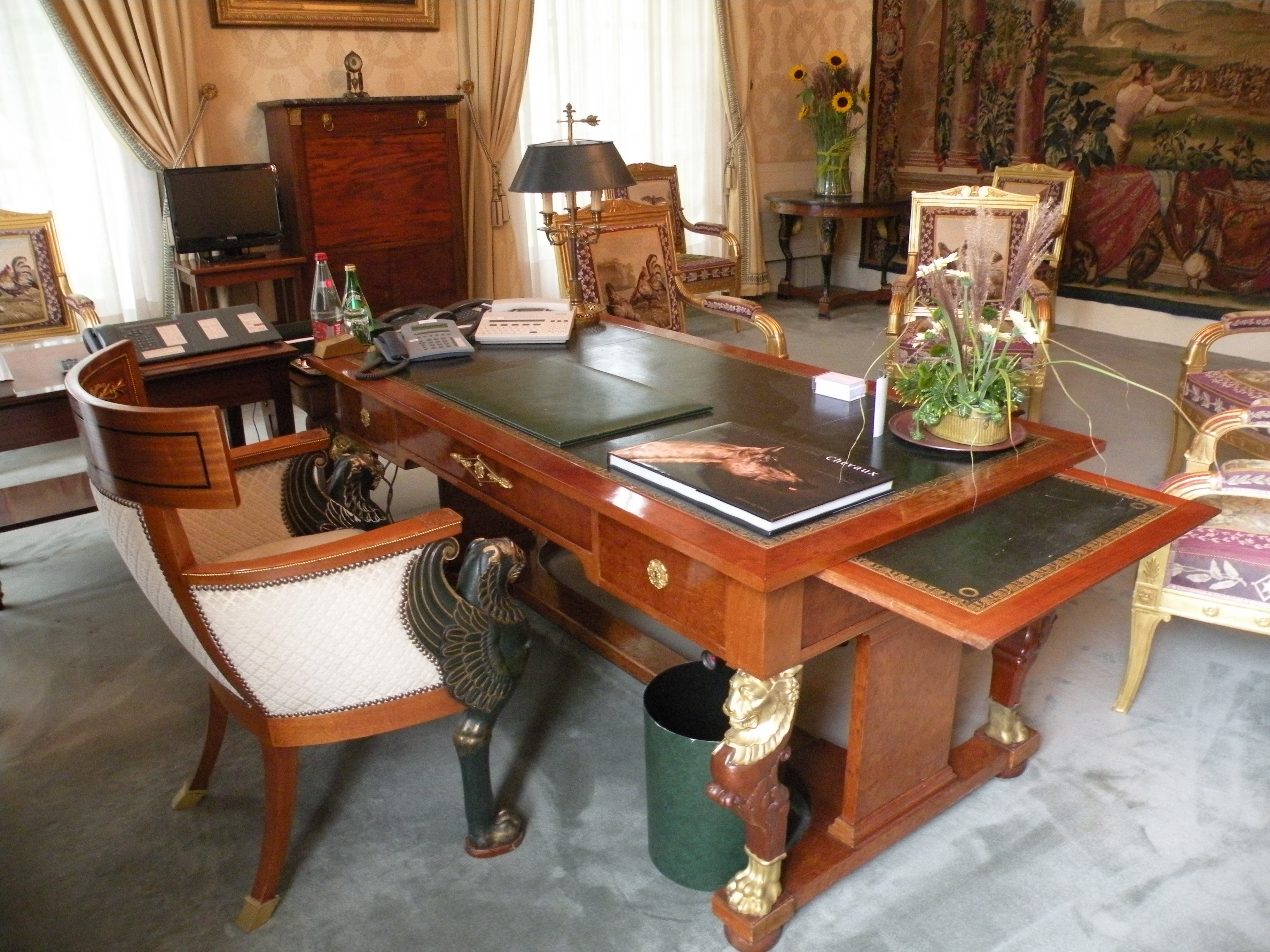
Le bureau du président du Sénat.

Sous la Restauration, l'État l'acquiert en 1825 pour en faire la résidence du président de la Chambre des pairs. Hors épisodes révolutionnaires ou de guerre, le Petit Luxembourg est resté depuis la résidence du président de la Haute assemblée.
Aujourd'hui, l'aile droite – aussi nommée hôtel de la Présidence – est la résidence officielle du président du Sénat : s'y trouvent son bureau, ceux de ses collaborateurs, des salons officiels et les appartements privés du président.
On y trouve une chapelle consacrée, dite de chapelle de la reine, richement décorée.
L'aile gauche, qui comprend les salons Boffrand, abrite des salles de restaurant et des salons, qui servent pour les réceptions et les colloques organisés par le président mais aussi par d'autres sénateurs. Les personnalités étrangères invitées par le président du Sénat sont généralement accueillies au Petit Luxembourg. Les appartements privés sont situés à l'étage.
En 1940, le palais est occupé par l’État-major de la Luftwaffe-ouest, ses généraux Erhard Milch puis Hugo Sperrle logent au Petit Luxembourg. Le palais est réaménagé, de même que l'hôtel de la Présidence. Dans ce dernier, il s'agit de travaux de conforts (eau chaude, agrandissement des cuisines, salles de bain au rez-de-chaussée, comptoir de bar, monte-plats électrique, four à pain et terrasse privée en rez-de-jardin). Par ailleurs, l'abri de défense passive construit avant-guerre (1937) dans les jardins de la Présidence est amélioré,.
En 2006, pour la première fois sous la Ve République, les portes du Petit Luxembourg sont ouvertes à une caméra de télévision. Le président du Sénat, à l'époque Christian Poncelet, avait accordé à une émission de télévision une visite guidée dans les appartements privés. Il se visite depuis lors des Journées du patrimoine.

## Chapelle de la reine

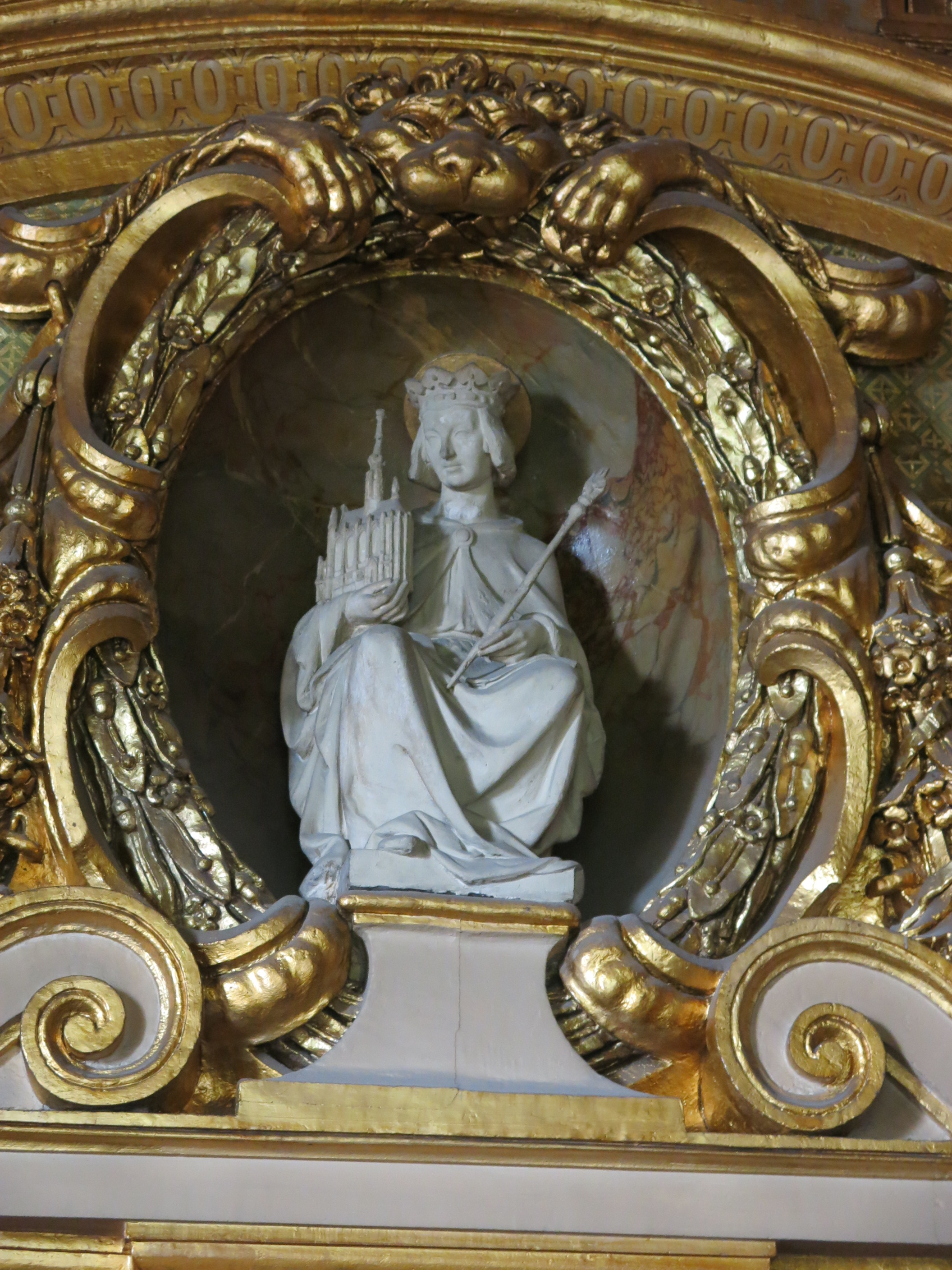
La statue de Saint-Louis.
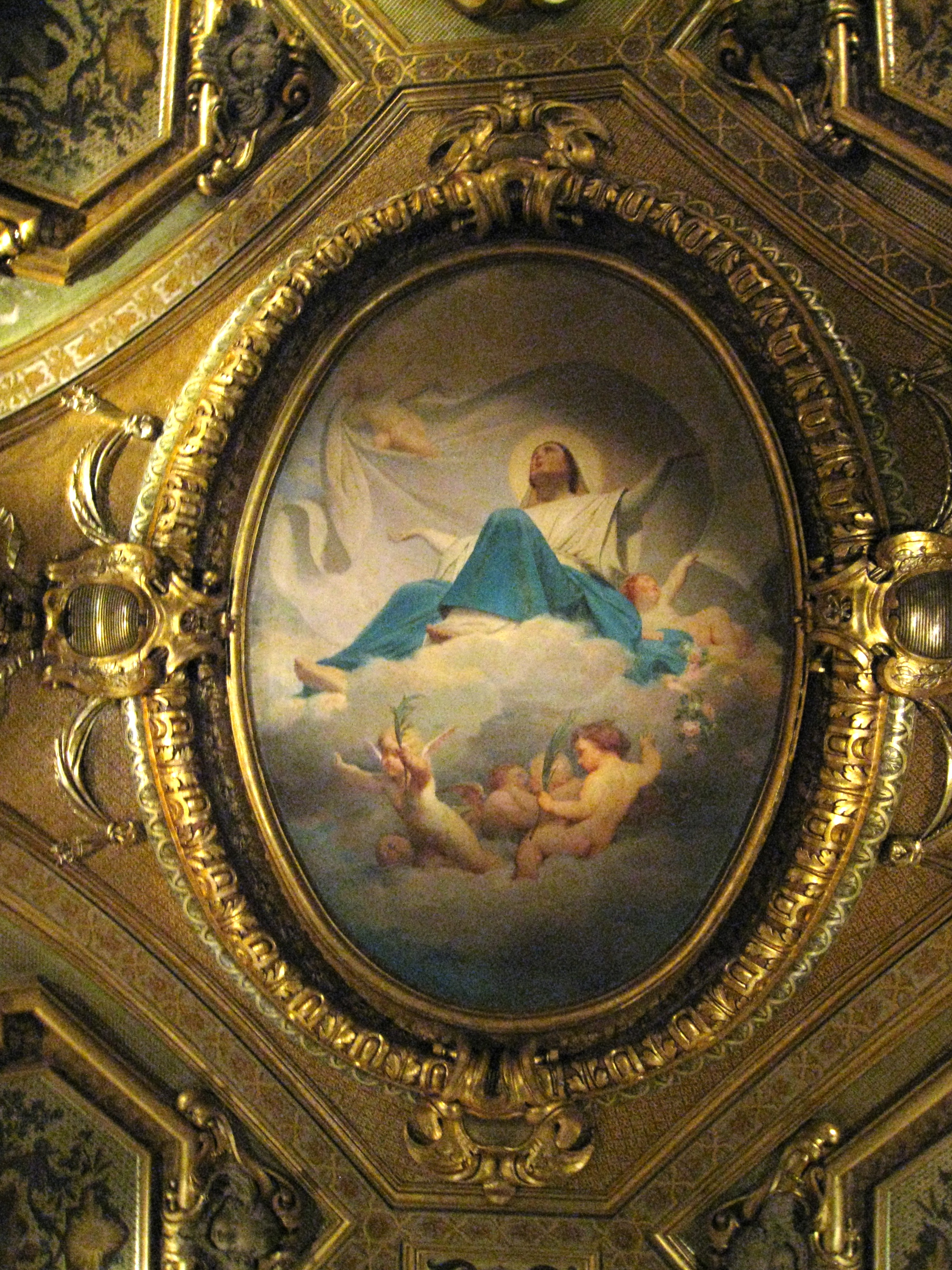
Le plafond de la chapelle.
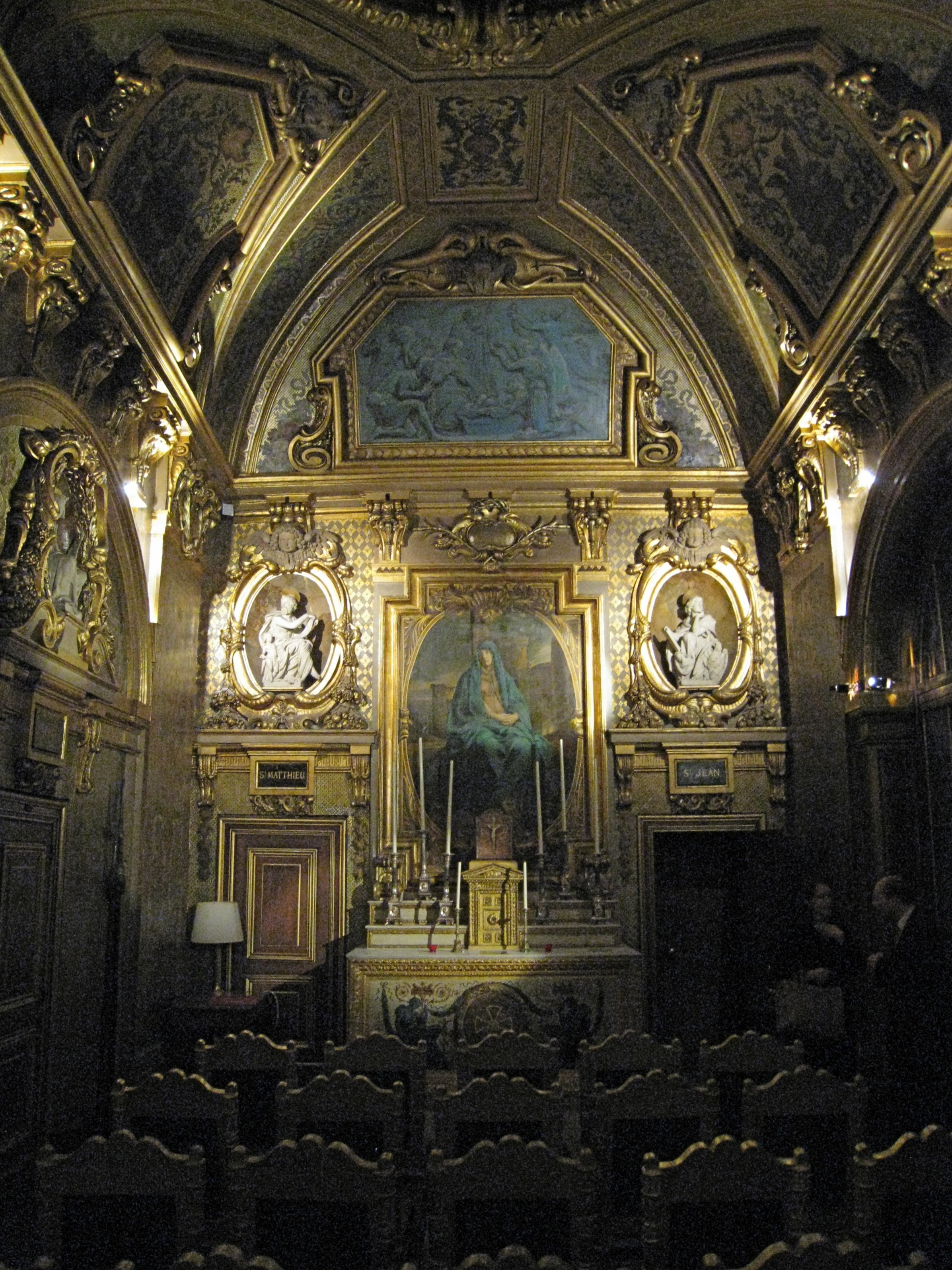
L'autel de la chapelle.

La chapelle était auparavant le lieu de la messe, en présence du président du Sénat et de sa famille. Désormais, la chapelle est un lieu vivant d'histoire. C'est l'un des plus beaux lieux du palais.
La chapelle de la reine est classée au titre des monuments historiques par arrêté du 24 mars 1848.

## Sources
Sur le site du Sénat :
- Pages de la présidence du Sénat
- Page sur le Petit Luxembourg